# Дипропилтриптамин
N,N-Дипропилтриптамин (DPT, также известный как «Свет») представляет собой психоделик, принадлежащий к семейству триптаминов, впервые описанный в 1973 году. Он находится либо в виде кристаллической гидрохлоридной соли, либо в виде маслянистого или кристаллического основания. Это близкий структурный гомолог диметилтриптамина. В естественной среде вещество обнаружено не было.
Частыми физическими эффектами являются тошнота, онемение языка или горла и расширение зрачка.

## Физические свойства
Температура плавления гидрохлорида 174-176 С.

## Фармакология
Исследования на грызунах показали, что эффективность, с которой селективный антагонист 5-НТ2A-рецепторов блокирует поведенческие действия этого соединения, сильно указывает на то, что рецептор 5-НТ2A является важным участком действия DPT, но модулирующее действие 5-НТ2A антагониста рецептора также подразумевает опосредованный 5-HT2A компонент для действий DPT.

## Химия
DPT изменяет цвет реактива Эрлиха на фиолетовый и заставляет стать желтым реактив Марки.

## Психоделические свойства
Хотя Дипропилтриптамин химически подобен Диметилтриптамину (ДМТ), его психоделические эффекты заметно отличаются.
Наиболее заметными особенностями опыта DPT являются повышенное значение или интенсивность музыки, цвета приобретают новую интенсивность или внешний вид, тело может иметь шум или вибрационное чувство, приятное ощущение тепла, полную потерю эго, появление лиц.
Хотя иногда видят другие явления под влиянием DPT, перспектива больше похожа на обозревателя или наблюдателя, в отличие от более личного контакта с реальным чувством, о котором сообщается с DMT.
Потребитель может также испытывать чувство переживания жизни другого человека или иметь все возможные переживания одновременно. Возможен опыт видеть вселенную из разных мест в пространстве и времени.

### Побочные эффекты
Отрицательные побочные эффекты связанные с употреблением человеком этого препарата могут включать: увеличение частоты сердечных сокращений, головокружение и тошноту. Существует случай одной смерти, связанный с употреблением DPT, который, по-видимому, был результатом припадка, вызванного препаратом. Дозировка, используемая жертвой, была неизвестна, однако препарат никогда не был известен как причиняющий вред при обычных дозах, поэтому любая смертность может считаться массивной передозировкой.

## Правовой статус

### Великобритания
DPT — препарат класса А в Великобритании, что делает его незаконным для владения и распространения.

### Россия
DPT — производное DMT 1-го списка наркотических средств постановления 681. 

### США
DPT не запрещен на федеральном уровне в Соединенных Штатах, но он может считаться аналогом 5-MeO-DiPT, DMT или DET, и в этом случае за покупку, продажу или владение можно быть привлеченным к судебной ответственности в соответствии с Федеральными законом об аналогах.

### Швеция
DPT является незаконным в Швеции по состоянию на 26 января 2016 года.